# Gomphogyne
Gomphogyne ist eine Gattung der Kürbisgewächse (Cucurbitaceae), die in Südostasien beheimatet ist und aus sechs Arten besteht.

## Merkmale
Die Vertreter der Gattung sind zierliche oder schlanke rankende Pflanzen, die einen halben bis fünf Meter Länge erreichen. Sie sind ein- oder zweijährige Pflanzen und stets diözisch. Die Wurzeln sind fadenförmig, knollige Wurzelstöcke fehlen. Vorblätter fehlen ebenso. Die Ranken sind an der Spitze zweiteilig. Die Blätter sind einfach oder fußförmig (pedat) gefiedert, die bis zu neun Fiederblättchen sind oval bis rund, die seitlichen meist kleiner und elliptisch. Die Blättchen-Spitzen sind spitz, wie auch die Blattbasis. Der Blattrand ist fein bis groß gesägt bis gezähnt. Cystolithen fehlen oder sind unauffällig. 
Die Blüten sind klein und weiß. Die männlichen Blütenstände sind traubenähnliche Rispen. Sie stehen seitlich, selten terminal und besitzen wenige bis viele Blüten. Die Brakteen sind klein und linealisch. Die weiblichen Blütenstände sind wenig bis nicht verzweigt und tragen bis zu drei Blüten an einem schlanken Blütenstandsstiel und meist nahe an der Blüte ein bis zwei kleine, einfache, unverzweigte Ranken. 
Die männliche Blüte steht an einem schlanken Blütenstiel, die fünf Kelchblätter sind frei, oval mit spitzem Ende, kürzer als oder fast gleich lang wie die Kronblätter. Die fünf Kronblätter sind frei und in der Knospe imbricat. Sie sind oval mit spitzem bis zugespitztem Ende. Die adaxiale Seite ist mit kleinen Drüsenhaaren besetzt. Die fünf Staubblätter setzen bei Gomphogyne cissiformis im Zentrum des Blütenbechers an, ansonsten etwas außerhalb des Zentrums. Die Staubfäden sind nicht verwachsen. Sie sind lang oder kurz, jedenfalls länger als die Antheren. Die Antheren sind fast kugelig, klein und tragen eine Theka, die sich abaxial öffnet. Ein Diskus in der Blüte fehlt oder ist wenig auffällig.
Die weiblichen Blüten stehen an einem kurzen Blütenstiel. Der Fruchtknoten ist zylindrisch bis keulenförmig und hat ein bis drei Fächer. Jede Plazenta trägt eine bis viele hängende Samenanlage. Die Blütenhülle ist etwas länger als bei den männlichen Blüten. Die drei Griffel sind frei, ihre Narben sind zweilappig. 
Die Früchte sind kleine bis mittelgroße Kapseln von zylindrischer bis keulenförmiger Gestalt und nicht oder nur wenig verengter, gestutzter Spitze. Die Frucht ist längsgestreift mit geraden, rippenähnlichen Nerven, oder auch unregelmäßigen Nerven. Die Spitze ist dreiklappig, rund oder dreieckig mit auffälligen, geraden oder nach außen gebogenen dreieckigen hornförmigen Fortsätzen, die zum Teil von den Griffeln gebildet werden. Die Früchte enthalten wenige bis 12 Samen. Sie haben einen elliptischen bis länglichen Umriss, sind wenig bis stark abgeflacht und haben eine knotige Oberfläche. Die Samen sind ungeflügelt oder können häutig oder korkig geflügelt sein, wobei der Flügel nur an den Enden des Samens steht oder um den ganzen Samen herumläuft. 

## Verbreitung
Zwei Arten kommen im Himalaya vor. Drei weitere Arten sind in Indochina beheimatet, nicht jedoch in Laos, Kambodscha und Südvietnam. Eine Art reicht möglicherweise bis Yunnan. Eine Art kommt in Ost-Malesien vor: Ceram, Neuguinea und Bismarck-Archipel. 

## Systematik
Die Gattung gehört innerhalb der Familie der Kürbisgewächse in die einzige Tribus Zanonieae der Unterfamilie Nhandiroboideae gestellt. Ihr Schwestertaxon ist die Gattung Neoalsomitra.
Die sechs bis 2007 beschriebenen Arten sind:
- Gomphogyne bonii Gagnep.: in Nordvietnam
- Gomphogyne cirromitrata W.J.de Wilde & Duyfjes: in Thailand und möglicherweise Kambodscha in offenen Wäldern und Gebüschen bis in 1800 m Seehöhe.
- Gomphogyne cissiformis Griff.: in Indien (Garheval, Darjeeling, Sikkim), Nepal, Bhutan, China (Yunnan) in feuchten Wäldern in 1500 bis 3000 m Seehöhe.
- Gomphogyne heterosperma (Wall.) Kurz: in Thailand und Ostburma, möglicherweise Yunnan in Dickichten und Grashängen bis in 1600 m Seehöhe
- Gomphogyne nepalensis W.J.de Wilde & Duyfjes: nur von einem Fundort in Nepal in 2300 m Seehöhe bekannt.
- Gomphogyne peekelii W.J.de Wilde & Duyfjes: in Indonesien (Seram, Papua), Papua-Neuguinea. Sie wächst in Primär- und Sekundärwäldern entlang von Flüssen und an gestörten Standorten wie verlassenen Feldern in bis zu 700 m Seehöhe.